# Franz Breit
Franz Breit (Mieders, 1º luglio 1817 – Tubinga, 17 agosto 1868) è stato un medico tedesco.

## Biografia
Studiò medicina a Vienna, Praga e Padova, e successivamente è fu ostetrico e assistente del professore Johann Klein presso l'Ospedale generale di Vienna in Austria. Fu nominato professore e presidente di ostetricia presso l'Università di Tubinga il 20 marzo 1847. Franz Breit succedette a Eduard Lumpe come assistente del professor Klein.
Tra le sue opere scritte erano tre trattati di ostetrica pubblicato su Archiv für physiologische Heilkunde. Nel 1854 pubblicò Über die Krankheiten der Symphysis ossium pubis wahrend Schwangerschaft, Geburt und Wochenbett.